# Lukáš Pešek

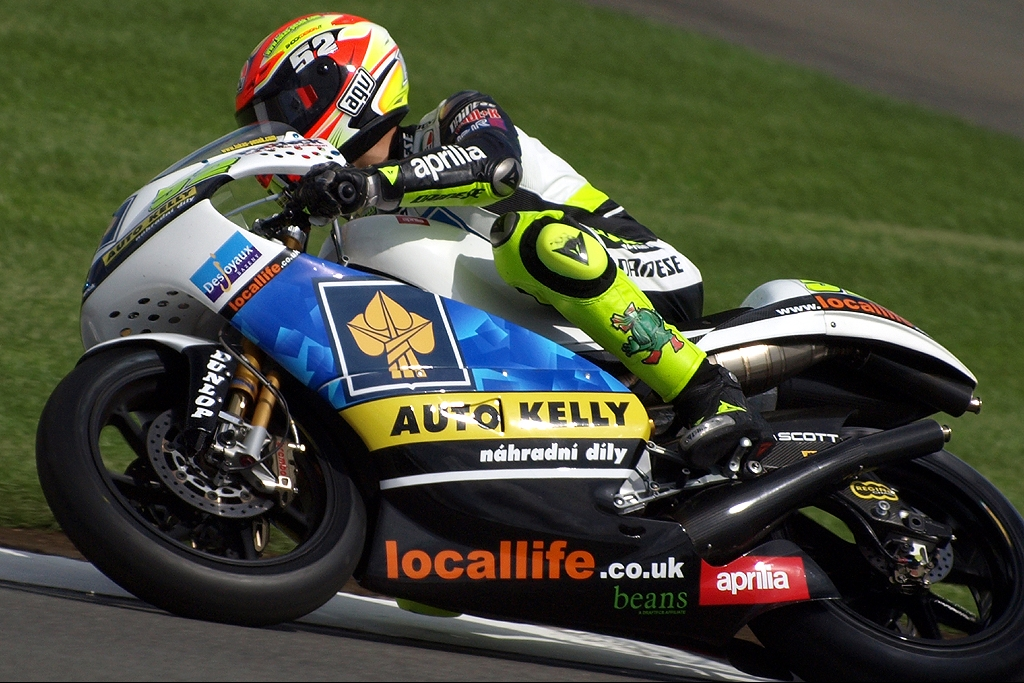
Lukáš Pešek v roce 2009

Lukáš Pešek (* 22. listopadu 1985 v Praze) je český motocyklový závodník, účastník mistrovství světa silničních motocyklů (MotoGP).

## Kariéra
Na motocyklu začal jezdit už ve třech letech díky svému otci, bývalému motokrosaři. Ten mu postavil jeho první motocykl. Brzy zasáhl do národních závodů minibiků a později do mistrovství ČR ve třídě do 125 cm³, které vyhrál v roce 2002 a ve stejném roce na divokou kartu debutoval ve Velké ceně ČR. Poté vyzkoušel vyšší třídu do 250 cm³, ve které mimo jiné - jako náhradník za zraněného Jaroslava Huleše absolvoval své první pravidelné starty ve velkých cenách mistrovství světa a na konci roku ve Velké ceně Austrálie poprvé bodoval jako dvanáctý.
Vrátil se ale do stopětadvacítek, kde vystřídal několik týmů a pravidelně startoval v mistrovství světa, několik sezón bez výraznějších výsledků. První sezónu jezdil na motocyklu značky Honda, poté na motocyklech značky Derbi. Byl považován za rychlého jezdce, který ale nepodával konzistentní výkony.
Až v roce 2006 najednou prorazil. Dvakrát vyhrál kvalifikaci a celkem třikrát se umístil na stupních vítězů (druhý ve Velké ceně Španělska na oblíbeném okruhu v Jerezu a dvakrát třetí), což mu celkově stačilo k šestému místu v mistrovství světa. Je teprve šestým českým motocyklistou, který stál na stupních vítězů ve velké ceně mistrovství světa.
Hned v úvodu další sezóny 2007 vybojoval třetí místo ve Velké ceně Kataru, držel umístění na stupních vítězů v průběžném pořadí a opakovaně dosahoval vynikajících výsledků. 6. května ze třetího místa na startu vyhrál Velkou cenu Číny na okruhu v Šanghaji a dostal se dokonce na průběžné první místo mistrovství světa. Po třetím místě ve Velké ceně Francie ale přišlo období útlumu a v červnu a červenci v pěti závodech v řadě nebyl na stupních vítězů, dvakrát vůbec nebodoval. Návrat na pódium se mu podařil až ve Velké ceně České republiky v Brně, kde před ním naposledy stál Čech na stupních vítězů v roce 1971 (tehdy obsadil Bohumil Staša druhé místo ve třídě do 350 cm³). V říjnu v Austrálii na Phillip Islandu už podruhé v životě zvítězil ve Velké ceně a pokračoval v boji o konečné třetí místo v šampionátu, které mu bohužel nakonec uniklo o 11 bodů.
Ještě před skončením sezóny, 22. října 2007, oznámil v Praze pro další rok přestup do silnější třídy do 250 cm³ a uzavření smlouvy s týmem Emmi Caffé Laté, jehož vlastníkem je Čechošvýcar Daniel M. Epp. Lukáš dostane pro sezónu 2008 tovární motocykl Aprilia bez tovární podpory. Sezóna 2008
pro Lukáše Peška znamenala rok učení na novém motocyklu třídy 250 cm³. Konečný výsledek sezóny poznamenala spousta pádů. Nejlepší závod odjel Lukáš v italském Mugellu, kde upadl z nadějného 5. místa. Nejlepší výsledek v cíli tak zajel nakonec až jako devátý v San Marinu a v kvalifikaci byl nejlépe na pátém místě v Itálii. V týmu Emmi Caffé Laté Pešek startoval i v sezóně 2009.
V sezoně 2010 jezdil Pešek za italskou stáj Matteoni Racing ve tříde Moto2, která nahradila kategorii do 250 cm³. Stáj s ním však po 11 odjetých závodech údajně kvůli jeho neuspokojivým výkonům předčasně ukončila spolupráci.
Pro sezonu 2011 Pešek na mezinárodní scéně angažmá nesehnal, ale již v následující sezoně 2012 nastoupil v mistrovství světa supersportů v české stáji ProRace Miloše Čiháka. Již po dvou závodech však byla tato spolupráce z dosud nezveřejněných důvodů ukončena.
V sezoně 2013 se Pešek vrátil do seriálu MotoGP a to hned do nejprestižnější stejnojmenné třídy, kde závodil za tým Came IodaRacing. Za celou sezonu (18 závodů) však jako jediný regulérní jezdec v poli nezískal ani bod.
Momentálně je Pešek bez angažmá.

## Soukromý život
Lukáš Pešek je nezadaný. Má přezdívku Česílko.

## Statistika

### MotoGP
| Rok    | Kategorie | Motocykl   | Závody | Vítězství | Pódia | Pole position | Body | Pozice |
| ------ | --------- | ---------- | ------ | --------- | ----- | ------------- | ---- | ------ |
| 2002   | 125cc     |            | 1      | 0         | 0     | 0             | 0    |        |
| 2003   | 250cc     | Yamaha     | 9      | 0         | 0     | 0             | 4    | 30.    |
| 2004   | 125cc     | Honda      | 16     | 0         | 0     | 0             | 20   | 21.    |
| 2005   | 125cc     | Derbi      | 16     | 0         | 0     | 0             | 25   | 19.    |
| 2006   | 125cc     | Derbi      | 16     | 0         | 3     | 2             | 154  | 6.     |
| 2007   | 125cc     | Derbi      | 17     | 2         | 6     | 1             | 182  | 4.     |
| 2008   | 250cc     | Aprilia    | 16     | 0         | 0     | 0             | 43   | 15.    |
| 2009   | 250cc     | Aprilia    | 16     | 0         | 0     | 0             | 74   | 15.    |
| 2010   | Moto2     | Moriwaki   | 11     | 0         | 0     | 0             | 5    | 34.    |
| 2013   | MotoGP    | Ioda-Suter | 18     | 0         | 0     | 0             | 0    | –      |
| Celkem |           |            | 136    | 2         | 9     | 3             | 507  |        |

### World Superbike
| Rok    | Kategorie  | Motocykl | Závody | Vítězství | Pódia | Pole position | Body | Pozice |
| ------ | ---------- | -------- | ------ | --------- | ----- | ------------- | ---- | ------ |
| 2012   | Supersport | Honda    | 2      | 0         | 0     | 0             | 6    | 33.    |
| Celkem |            |          | 2      | 0         | 0     | 0             | 6    |        |

## Kompletní výsledky Lukáše Peška v Mistrovství světa
| Legenda k tabulce | Legenda k tabulce                                                                       |
| Barva             | Výsledek                                                                                |
| ----------------- | --------------------------------------------------------------------------------------- |
| Zlatá             | Vítěz                                                                                   |
| Stříbrná          | 2. místo                                                                                |
| Bronzová          | 3. místo                                                                                |
| Zelená            | Bodované umístění                                                                       |
| Modrá             | Nebodované umístění                                                                     |
| Modrá             | Dokončil neklasifikován (NC)                                                            |
| Fialová           | Odstoupil (Ret)                                                                         |
| Červená           | Nekvalifikoval se (DNQ)                                                                 |
| Červená           | Nepředkvalifikoval se (DNPQ)                                                            |
| Černá             | Diskvalifikován (DSQ)                                                                   |
| Bílá              | Nestartoval (DNS)                                                                       |
| Bílá              | Závod zrušen (C)                                                                        |
| Světle modrá      | Pouze trénoval (PO)                                                                     |
| Světle modrá      | Páteční testovací jezdec (TD)                                                           |
| Bez barvy         | Netrénoval (DNP)                                                                        |
| Bez barvy         | Vyřazen (EX)                                                                            |
| Bez barvy         | Nepřijel (DNA)                                                                          |
| Bez barvy         | Odvolal účast (WD)                                                                      |
| Bez barvy         | Nezúčastnil se (prázdné)                                                                |
| Označení          | Význam                                                                                  |
| Tučnost           | Pole position                                                                           |
| Kurzíva           | Nejrychlejší kolo                                                                       |
| †                 | Jezdec nedojel do cíle, ale byl klasifikován, protože odjel více než 90 % délky závodu. |
| ‡                 | Byl udělován poloviční počet bodů, protože bylo odjeto méně než 75 % délky závodu.      |
| Horní index       | Umístění bodujících jezdců ve sprintu                                                   |

| Rok  | Třída  | Tým                  | Továrna    | 1       | 2       | 3       | 4       | 5       | 6       | 7       | 8       | 9       | 10      | 11      | 12      | 13      | 14      | 15      | 16      | 17      | 18      | Body | Umístění  |
| ---- | ------ | -------------------- | ---------- | ------- | ------- | ------- | ------- | ------- | ------- | ------- | ------- | ------- | ------- | ------- | ------- | ------- | ------- | ------- | ------- | ------- | ------- | ---- | --------- |
| 2002 | 125cc  | Kart Centrum         | Honda      |         |         |         |         |         |         |         |         |         | CZE Ret |         |         |         |         |         |         |         |         |      |           |
| 2003 | 250cc  | Yamaha Kurz          | Yamaha     |         |         |         |         |         | CAT 16  |         |         | GER 16  | CZE 17  | POR Ret | BRA 17  | MOT Ret | MAL Ret | AUS 12  | VAL 19  |         |         | 4    | 30. místo |
| 2004 | 125cc  | Ajo Motorsport       | Honda      | JAR 20  | SPA Ret | FRA 14  | ITA 15  | CAT Ret | NED Ret | BRA 15  | GER 17  | GBR 12  | CZE Ret | POR 8   | JPN Ret | QAT 17  | MAL Ret | AUS 12  | VAL Ret |         |         | 20   | 21. místo |
| 2005 | 125cc  | Metis Racing Team    | Derbi      | SPA Ret | POR Ret | CHN 9   | FRA Ret | ITA Ret | CAT Ret | NED 15  | GBR Ret | GER 6   | CZE Ret | JPN Ret | MAL 12  | QAT Ret | AUS Ret | TUR 13  | VAL Ret |         |         | 25   | 19. místo |
| 2006 | 125cc  | Derbi Racing         | Derbi      | SPA 2   | QAT Ret | TUR 7   | CHN 6   | FRA Ret | ITA 3   | CAT 5   | NED 5   | GBR 7   | GER 3   | CZE Ret | MAL 9   | AUS 6   | JPN 5   | POR 4   | VAL 5   |         |         | 154  | 6. místo  |
| 2007 | 125cc  | Valsir Seedorf Derbi | Derbi      | QAT 3   | SPA 2   | TUR 6   | CHN 1   | FRA 2   | ITA Ret | CAT 13  | GBR 18  | NED 7   | GER 6   | CZE 3   | RSM 20  | POR 13  | JPN 12  | AUS 1   | MAL 6   | VAL 5   |         | 182  | 4. místo  |
| 2008 | 250cc  | Auto Kelly-CP        | Aprilia    | QAT Ret | SPA 10  | POR 10  | CHN Ret | FRA Ret | ITA Ret | CAT 10  | GBR 13  | NED 15  | GER Ret | CZE 14  | RSM 9   | JPN 12  | AUS 14  | MAL 10  | VAL Ret |         |         | 43   | 15. místo |
| 2009 | 250cc  | Auto Kelly-CP        | Aprilia    | QAT 13  | JPN 7   | SPA 13  | FRA 7   | ITA Ret | CAT 12  | NED 12  | GER 12  | GBR 12  | CZE 12  | INP 7   | RSM Ret | POR 11  | AUS 12  | MAL 8   | VAL 12  |         |         | 74   | 15. místo |
| 2010 | Moto2  | Matteoni CP Racing   | Moriwaki   | QAT 15  | SPA 26  | FRA 13  | ITA Ret | GBR 20  | NED Ret | CAT Ret | GER Ret | CZE Ret | IND 20  | SMR 15  | ARA     | JPN     | MAL     | AUS     | POR     | VAL     |         | 5    | 34. místo |
| 2013 | MotoGP | Came IodaRacing      | Ioda-Suter | QAT 18  | AME Ret | ESP Ret | FRA Ret | ITA 19  | CAT 16  | NED Ret | GER 19  | USA 18  | IND Ret | CZE Ret | GBR Ret | RSM Ret | ARA 19  | MAL Ret | AUS 19  | JPN Ret | VAL Ret | 0    | –         |